# Palmilha ortopédica

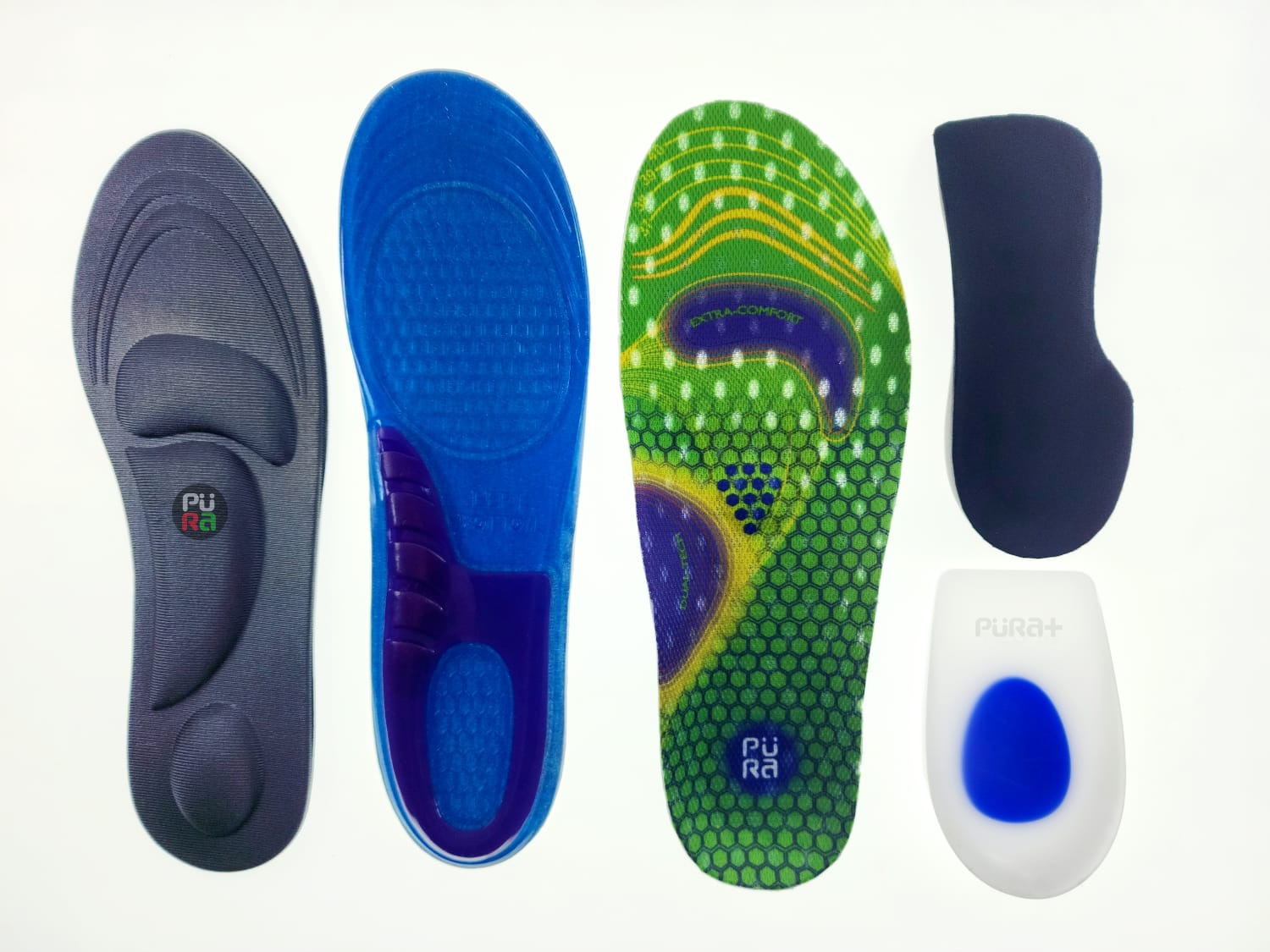
Palmilhas Modernas

Uma palmilha ortopédica é uma Órtese(pt-BR) ou Ortótese(pt-PT?) uma vez que se trata de um dispositivo externo que aplica forças sobre o corpo humano com o objectivo de modificar os aspectos funcionais ou estruturais do sistema neuromusculoesquelético. Esta pode ser utilizada com diversas finalidades como:

- corrigir dismetrias dos membros inferiores;
- contribuir para o correto alinhamento da articulação subtalar e restantes articulações do pé;
- obter uma correta distribuição das forças de reação e da pressão na superfície plantar.

As órteses plantares são primordialmente usadas como tratamento conservador para maioria dos problemas dos pés, como fascite plantar, neuroma de Morton, esporão de calcâneo e até simples queixas de dores.
Alguns estudos comprovaram alteração no padrão de pressão plantar, assim como diferenças na atividade muscular dos membros inferiores após o uso de palmilhas.
Elas são divididas basicamente em dois grupos: pré-fabricadas e sob medida. As do primeiro grupo são fabricadas basicamente com um apoio para o arco plantar (que pode ser ajustável) e apoio retrocapital (elevação na sabe dos metatarsos) genéricos. Podendo ser feitas de diversos materiais, comumente são encontradas em E.V.A (um tipo de espuma), plástico e silicone. Já as palmilhas do segundo grupo são fabricadas individualmente para cada pé de cada pessoa e possuem correções mais complexas, como elevações, apoio para o calcanhar e diferentes densidades. Também podem ser fabricadas em diferentes materiais, mas usualmente são de diferentes tipos de espuma ou algum plástico moldável.